# اختلافات ناجمة عن الذاكرة
تشير الاختلافات الناجمة عن الذاكرة (دي إم) إلى فروقات النشاط العصبي خلال مرحلة الدراسة من تجربة العناصر القابلة للتذكر لاحقًا مقارنة بالعناصر المنسية في وقت لاحق. تخضع هذه الاختلافات للنقاش بشكل رئيسي بوصفها تأثيرات الجهد المرتبط بالحدث (إي آر بّي) ويمكن ملاحظة هذا التأثير في الدراسات التي تطبق نموذج الذاكرة اللاحقة، إذ يشمل النموذج تسجيل الجهود المرتبطة بالحدث عند دراسة المشارك في التجربة قائمة من المواد المختارة ثم تصنيف التجارب كدوال وفقًا لمدى تذكرها أو نسيانها في مرحلة الاختبار اللاحقة. بالنسبة لمواد الدراسة ذات المعنى، مثل الكلمات أو الرسومات الخطية، تتميز العناصر التي يمكن تذكرها لاحقًا باتخاذها المظهر الموجي الموجب خلال مرحلة الدراسة (انظر النماذج الرئيسية لمزيد من المعلومات حول الذاكرة اللاحقة). يحدث هذا الاختلاف نموذجيًا في نطاق 400-800 ميلي ثانية (م ث)، ويتزايد عمومًا حول مواقع التسجيل الجدارية المركزية، لكن تخضع هذه السمات لتغيرات عديدة نتيجة العديد من العوامل المختلفة.

## النماذج الرئيسية
يُعتبر «نموذج الذاكرة اللاحقة» النموذج الأكثر استخدامًا في تعيين تأثير «دي إم» في الجهود المرتبطة بالحدث. تتألف التجربة المنطوية على نموذج الذاكرة اللاحقة بشكل عام من مرحلتين اثنتين، مرحلة الدراسة (مرحلة التشفير) ومرحلة الاختبار (مرحلة الاسترداد)، مع تسجيل الجهود المرتبطة بالحدث من خلال أقطاب كهربائية موصولة على فروة الرأس خلال كل مرحلة على حدة، إلى جانب ضبط الزمن ببدء التنبيه. تشمل مرحلة الدراسة عرض سلسلة من العناصر للمشارك في التجربة، وعادة ما تُعرض هذه العناصر كل على حدة؛ تتألف هذه العناصر في الغالب من الكلمات لكن قد تضم أيضًا الصور والأشكال المجردة (لكن مع درجة أقل استمرارية من تأثيرات «دي إم»؛ انظر «الحساسية الوظيفية»). تدمج مرحلة الاختبار في العادة العديد من العناصر المعروضة خلال مرحلة الدراسة مع عناصر أخرى معروضة لأول مرة، مع الطلب من المشارك في التجربة تصنيف كل عنصر بوصفه «قديم» (في حال وروده في مرحلة الدراسة) أو «جديد» (في حال رؤيته لأول مرة).
يتمثل أحد أكثر الأمور أهمية لتأثير «دي إم» في استخدام استجابات المشارك في التجربة على العناصر القديمة في مرحلة الدراسة من أجل ترتيب التجارب في مرحلة الدراسة بوصفها «ممكنة التذكرة لاحقًا» أو «منسية لاحقًا». في حال تصنيف عنصر قديم بشكل صحيح على أنه قديم بواسطة المشارك في التجربة، يُوضع العنصر مع عناصر نوع التجربة «ممكنة التذكر لاحقًا» من أجل مرحلة الدراسة. من جهة أخرى، يُوضع العنصر مع العناصر «المنسية لاحقًا» في حال تصنيف عنصر قديم بشكل خاطئ على أنه جديد بواسطة المشارك في التجربة خلال مرحلة الدراسة، أو في حال فشل المشارك في التجربة في اختبار إجابة «قديم» على عنصر قديم. تتمثل المرحلة التالية في مقارنة الأشكال الموجية للجهود المرتبطة بالحدث، خلال مرحلة الدراسة، الخاصة بجميع التجارب ممكنة التذكر لاحقًا مع نظيرتها الخاصة بجميع التجارب المنسية لاحقًا، إذ يمكن ملاحظة إيجابية أكبر عمومًا في التجارب ممكنة التذكر لاحقًا.
على سبيل المثال، قد ينظر المشارك في التجربة إلى الكلمات «ضفدع»، و«شجرة» و«سيارة» في مرحلة الدراسة من نموذج الذاكرة اللاحقة. تحدث مرحلة الاختبار بشكل تال لمرحلة الدراسة إذ ينظر المشارك في التجربة إلى الكلمات «قميص»، و«سيارة» و«ضفدع»، ثم يُطلب منه معرفة ما إذا كانت كل كلمة جديدة أو قديمة. في حال تصنيف المشارك في التجربة لكلمة «سيارة» بشكل صحيح بوصفها قديمة، تصبح هذه الكلمة تجربة ممكنة التذكر لاحقًا؛ مع ذلك، في حال تصنيف المشارك في التجربة لكلمة «ضفدع» بشكل خاطئ بوصفها جديدة، تُعتبر عندئذ تجربة منسية لاحقًا. تتمثل المرحلة التالية في مقارنة النشاط العصبي المستنبط من العرض الأول لكلمتي «سيارة» و«ضفدع» في مرحلة الدراسة واشتقاق تأثير «دي إم» من هذه المقارنة.
يمثل «نموذج الإدراك المستمر» بدوره إحدى النماذج المستخدمة في استنباط تأثير «دي إم». في نموذج الإدراك المستمر، لا تحدث مرحلتا الدراسة والاختبار كوحدتين منفصلتين، بل يحدث عرض العناصر بشكل مستمر ويُطلب من المشارك في التجربة الإجابة بكلمة «قديم» في حال رؤيته لعنصر ما في السابق (بعد عرضه بشكل عام لمرة ثانية) أثناء عرض مستمر تسلسلي للعناصر. تُصنف العناصر التي أجاب عليها المشارك في التجربة بشكل صحيح على أنها «قديمة» مع التجارب ممكنة التذكر لاحقًا، بينما تُصنف العناصر «المفقودة» (التي فشل المشارك في التجربة في تصنيفها كعناصر قديمة خلال العرض الثاني) مع التجارب المنسية لاحقًا. تتمثل المرحلة التالية في مقارنة النشاط العصبي للتجارب ممكنة التذكر والمنسية لاحقًا في العرض الأول للعناصر، ومن ثم حساب تأثير «دي إم».